# Momoko Tsugunaga

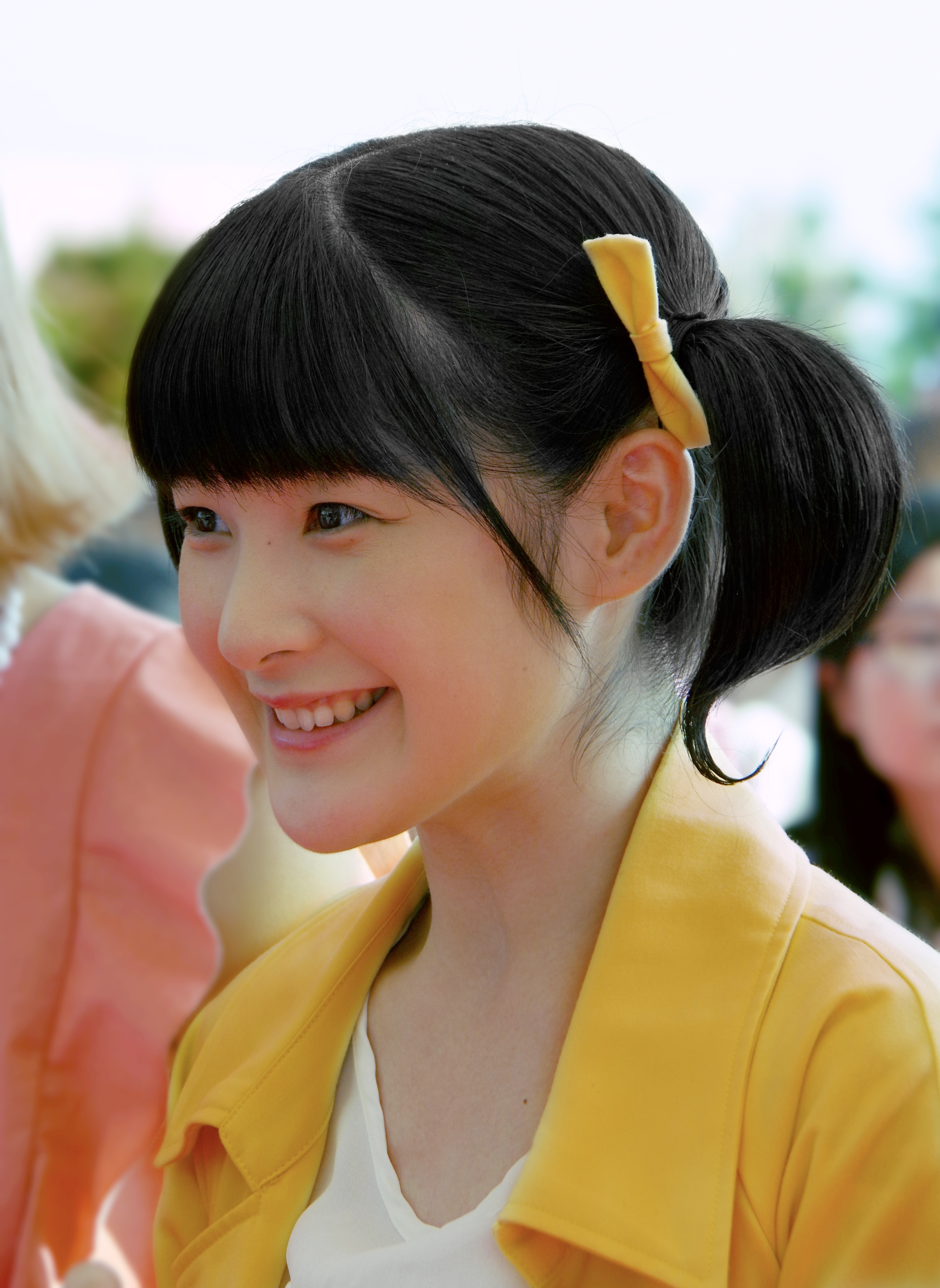
Momoko Tsugunaga, 2014

Momoko Tsugunaga (jap. 嗣永 桃子, Tsugunaga Momoko; * 6. März 1992 in der Präfektur Chiba, Japan) ist ein ehemaliges japanisches Idol. Berühmt wurde sie als Mitglied Berryz Kobos und durch ihre Auftritte in verschiedenen japanischen Fernsehsendungen als Medienpersönlichkeit („Tarento“).

## Biographie
Tsugunaga nahm 2002 an einem Hello! Project Casting teil und wurde eins der 15 Mitglieder der Hello! Pro Kids. In ihrer Anfangszeit spielte sie im Film Koinu Dan no Monogatari. einen Hauptcharakter und trat in Musikvideos als Backgroundtänzerin auf. 2004 wurde sie mit sieben weiteren Mädchen dazu auserwählt, die Gruppe Berryz Kobo zu formen. Dort übernahm sie früh einen Teil des Hauptgesanges.
2007 gründete sie zudem mit Miyabi Natsuyaki und Airi Suzuki die Gruppe Buono!, deren Leader sie wurde. Um 2007 herum begann Tsugunaga, neben der Arbeit in der Gruppe auch einige Solo-Aufgaben zu übernehmen. Sie veröffentlichte Fotobücher, trat in Werbungen auf und moderierte Radiosendungen. Ab 2011 war sie zudem zunehmend im Fernsehen zu sehen und gehörte zur Stammbesetzung einiger Shows. Sie begann, eine Kunstfigur namens Momochi zu spielen, deren Merkmale zwei Zöpfe und eine nervige Art (beschrieben als Ira-dol, als Wortspiel von irritating idol) sind. Zu ihrem Markenzeichen wurde der Spruch „Yurushite-nyan“, bei dem sie ihre Hände wie Katzenpfoten vor sich hält. Diesem Spruch wurde ein ganzes Lied namens „Momochi! Yurushite Nyan♡Taisou“ gewidmet, welches auf der Berryz Kobo Single „Cha Cha SING“ zu finden ist.
Bis zu ihrem Karriereende war Tsugunaga immer wieder in den Top 20 der bekanntesten weiblichen Idole zu finden. In einer Umfrage des Magazins Nikkei Entertainment belegte sie Platz 15 unter den einflussreichsten Idolen.
Nach Berryz Kobos letztem Konzert im März 2015 trat Tsugunaga der Gruppe Country Girls bei.
Neben ihrer öffentlichen Karriere studierte Tsugunaga auf Lehramt und schloss dieses 2014 mit einem Lehrbefähigungsnachweis zur Unterrichtung von Kindergarten- und Grundschulklassen ab. Ihre Abschlussarbeit schrieb sie über die Frage, wie man Menschen mit Behinderung am besten unterrichten kann. Dies bestätigte sie in einem Radiointerview.
Tsugunaga hielt ihr letztes Konzert am 30. Juni 2017 und beendete danach ihre Karriere im Unterhaltungsgeschäft, um als Lehrerin zu arbeiten.

## Untergruppen
- Hello! Pro Kids (2002–2017)
- ZYX (2003, 2009)
- Buono! (2007–2017)
- Hello! Project MoBeKiMaSu (2011–2013)
- BeriKyuu (2011–25)
- Country Girls (2015–2017)

## Auftritte

### Filme
- Koinu Dan no Monogatari (2002)
- Promise Land – Clovers no Daibōken (2004)
- Gomennasai (2011)
- Ōsama Game (2011)

### Fernsehshows (Auswahl)
- Hello! Morning (2002–2007)
- Haromoni@ (2007–2008)
- Yorosen! (2008–2009)
- Bijo Gaku (2010–2011)
- The Girls live (2014-)
- Oha Suta (2014-)

### Theater
- Real-etude Minna no Ie Girl’s STAGE (2011)
- Warera Jeanne ~Shoujo Seisen Kageki~ (2013)